# Thor: Ragnarök
A Thor: Ragnarök (eredeti cím: Thor: Ragnarok) 2017-es amerikai szuperhősfilm. A film Marvel-moziuniverzum tizenhetedik filmje, a 2011-es Thor és a 2013-as Thor: Sötét világ folytatása. A filmet Taika Waititi rendezte, a forgatókönyvet Stephany Folsom, Craig Kyle, Eric Pearson és Christopher Yost írta. A filmben a címszereplőt Chris Hemsworth játssza, további szereplői Tom Hiddleston, Anthony Hopkins, Idris Elba, Karl Urban, Mark Ruffalo, Jeff Goldblum, Cate Blanchett és Tessa Thompson. 
Az Egyesült Államokban 2017. november 3-án debütált, Magyarországon 2017. november 2-án került a mozikba.

## Cselekmény
A Bosszúállók: Ultron kora eseményei után Thornak továbbra is látomásai vannak álmában, melyben a Ragnarököt, avagy az asgardi világvégét és a végtelen köveket látja. Hosszas utazásba kezd, mely során a kövek után kutat, ám nem éri el célját – ekkor a pusztítás nyomát kezdi követni, így lyukad ki Surtur, a tűzdémon birodalmában, ahol fogságba esik. Az eljövendölés szerint Surtur a koronáját az Örök Lánggal egyesítve fogja elhozni a Ragnarököt, ám ezt Thor nem akarja hagyni és pörölyét, a Mjölnirt használva kiszabadul és megszerzi Surtur koponyáját (és koronáját). Ezután Heimdallt, a Bifröst őrzőjét szólítja, hogy nyisson utat Asgardba, ám ő nem jelentkezik. Thor közben harcba kezd Surtur szolgáival, egy sárkány majdnem meg is eszi, amikor is végre féregjárat nyílik, ami elviszi Asgardba.
Otthonába érkezvén Thor meglepődve látja, hogy a Bifröstnek új őre lett: apja, Odin árulással vádolta meg Heimdallt, helyére pedig a feladatra nem éppen alkalmas Skurge-öt rakta be. Még nagyobb meglepetés éri, amikor a palotába megy, hogy leadja az őröknek Surtur koponyáját: apja nagyzoló életet él, öccsét, a Thor: Sötét világban meghalt Lokit pedig egy óriási aranyszoborral és egy színházi előadással gyászolják. Egy csellel Thor leleplezi, hogy valójában a halálát megjátszott Loki uralkodik Asgardon, apjukat pedig a Földre küldte, egy idősek otthonába. 
Thor elrángatja őt az otthonhoz, amit időközben leromboltak – ekkor Lokit elnyeli valami, a helyén pedig csak egy kártya marad, rajta egy házszámmal. A címre érkezvén Thor találkozik Doktor Strange-dzsel, a mágussal, aki nem igazán örül Loki Földre érkezésének: hogy minél hamarabb elmenjen a testvérpár, gyorsan elviszi őket egy norvégiai partszakaszhoz, ahol apjuk már vár rájuk. Thor hazavinné Odint, ám az elárulja, hogy hamarosan meghal és ezzel egy szörnyű veszély szabadul ki börtönéből: Hela, a halál istennője, és Thor eltitkolt nővére, akit túlzott vérszomja miatt zártak be. Hamarosan meg is hal Odin, egy átjárón pedig megérkezik Hela, akit Thor a pörölyével próbálna megállítani – ám a nő elkapja a Mjölnirt és egyetlen szorítással porrá zúzza. Loki és Thor a Bifröst segítségével menekülne, ám Hela kilöki őket a féregjáratból, így egymaga érkezik Asgardba, ahol végez a rátámadó haderővel, majd átveszi az uralmat. A neki egyedül behódoló Skurge-öt pribékjének (ítéletvégrehajtójának) nevezi ki, majd elmondja neki, hogy valójában ő segített Odinnak erőszakkal meghódítani a kilenc világot, ám apja megelégedett ennyivel, és békés királyként akart uralkodni tovább. 
Hela az Örök Láng segítségével feltámasztja a palota alá temetett harcosokat és óriás farkasát, Fenrist, hogy az egész világot leigázza – ám addigra a bujkáló Heimdall ellopta a Bifröstöt működtető kardot, ami segítségével egy biztonságos helyre kezdi menekíteni Asgard lakosait.
Thor az univerzum szeméttelepére, a Sakaar bolygóra érkezik, ahol elfogja egy 142-es nevezetű nő és egy elektromos eszközt helyez a nyakára, amin keresztül elektrosokkot tud Thor testébe sugározni. Ezután pénzért eladja őt a bolygó urának, a Nagymesternek, aki gladiátorviadalra kényszeríti, és ha legyőzi az aréna bajnokát, akkor szabadon engedi. Ugyanerre a bolygóra jutott Loki is, aki már a Nagymester kegyeibe férkőzött, hogy egy nap átvegye a helyét, így Thor rá sem számíthat. A harcra egy kőből álló harcos, Korg készíti fel, utána egy fura borbély rövidre nyírja a haját, majd a viadal napján az arénában meglepődve látja, hogy ellenfele Bosszúállókbeli kollégája, Hulk. Thor ennek nagyon megörül – Loki pedig megrémül -, ám a zöld óriás minden szava ellenére harcba száll vele. Az összecsapást Thor nyerné – még villámerejét is beveti közben -, de a Nagymester aktiválja a nyakára szerelt sokkolót, amivel harcképtelenné teszi. Hulk pedig felugrik, hogy kiüsse...
Thor Hulk szobájában ébred, bezárva. Itt lép kapcsolatba elméjében Heimdall-lal, aki szerint a világ másik végén van, és igyekeznie kell. A hazajutáshoz a Sakaaron található legnagyobb átjárót kell használnia. Ezután Thor ismét találkozik az immár lenyugodott Hulkkal, aki az Ultron kora eseményei után a Quinjettel egy átjáróba zuhant, így érkezett a Sakaarra, ahol a Nagymester bajnoka lett. Thor a zöld óriás segítségét kérné, ám Hulk a bolygón akar maradni, mert itt végre szeretik őt; annyit azonban mégis segít neki, hogy bezárja magukhoz a 142-est, akiről kiderül, hogy egy nőkből álló asgardi alakulat, a Valkűrök tagja volt. Valkűr nem hajlandó segíteni neki, mert Hela legutóbbi támadásakor rajta kívül az összes társát megölte, és nem kockáztatná újból az életét. Thor azonban így sem szomorkodik, mert megszerezte a nyakára szerelt eszköz irányítóját, majd leszedve magáról azt kiugrik az ablakon, és a szeméttelepen lévő Quinjethez rohan, hogy azzal távozzon a világból. Ekkor azonban Hulk széttöri a repülőt, hogy barátja ne menjen el, ezzel véletlen aktiválva a Fekete Özvegy üzenetét, amit még a Földön küldött neki. Az üzenet érzelmi hatása miatt Hulk visszaváltozik emberi formájába, Bruce Banner-é. A meglepett tudósnak Thor gyorsan összefoglalja mi is történt, majd együtt próbálnak új űrhajót szerezni, miközben bujkálnak, mert a Nagymester vérdíjat tűzött ki Thor fejére. Ekkor nem várt segítségbe botlanak: Valkűrbe, aki egy Lokival történt összezördülésnek köszönhetően újra átélte társai pusztulását és rájött: nem hagyhatja, hogy Hela újra pusztítani kezdjen. A hármukból és Lokiból megalakult kis csapat, a Bosszúvágyók kidolgoznak egy szökési tervet: Valkűr kiszabadítva a Korg vezette gladiátorokat, lázadást szít a bolygón, a nagy zűrzavarban pedig Loki és Thor elkötik a Nagymester űrhajóját. Ám Loki ekkor elárulná testvérét, hogy begyűjtse a vérdíjat, de Thor számított erre, ezért Loki hátára szerelte a korábban rajta lévő elektromos eszközt. Lokit cselekvésre képtelen állapotban hagyva, Thor elviszi az űrhajót, amin Bannerrel és Valkűrrel együtt átmegy a legnagyobb átjárón, melyet a bolygó lakói csak "az ördög segglyukának" neveznek.
Asgardban Hela és Skurge egy ember kivégzésével fenyegetőzve kiderítik a lakosoktól, hogy hol rejtőzik Heimdall a többi lakossal. Az egykori őr ezt előre megérzi, ezért a kimenekített asgardiakkal elindulnak a Bifrösthöz, ahol csapdába esnek: egyik oldalon Fenris, másik oldalon az élőhalott harcosok veszik őket körbe. Ekkor érkezik meg Valkűr és Banner a hajóval, ám Valkűr még fegyverekkel sem bír el mindenkivel, ezért Banner kiugrik a hajóból, hogy a zuhanás után Hulkká változva szálljon szembe az óriásfarkassal. Nem sokkal később megjelenik egy még nagyobb űrhajó, amit Korg, a gladiátorok, és az őket vezető – és miattuk az elektromos eszköztől megszabadított – Loki vezet, hogy a hajóra szállítsák a népet. Eközben Thor a palotához csalja Helát, hogy ott megküzdjön vele, ám a harc során a nő kivágja az egyik szemét, és halálközeli állapotba juttatja. Ebben az állapotban találkozik Thor az apjával, aki biztatja, hogy a pörölye nélkül is elég erős, valamint elmondja, hogy "Asgard nem egy hely, hanem a nép". Ezután Thorból előjön villámisteni képessége, amivel ismét teljes erejével támad Helára, majd a Bifrösthöz repül, hogy segítsen a lakosoknak felszállni az űrhajóra. A harc során Skurge átáll az ő oldalukra, és harcban feláldozza magát, hogy az űrhajó fel tudjon szállni. A többiek is a hajóra mennek, de Thor tudja, hogy az Asgardból erejét nyerő Hela minden eltelt pillanattal egyre erősebb lesz, és egyszer rájuk talál. Ekkor ébred rá, hogy valójában nem megállítania, hanem be kell teljesítenie a Ragnarököt: amíg ő és Valkűr feltartóztatják Helát – közben Hulk lehajítja egy vízesésen Fenris farkast -, addig Loki a palotában belehelyezi Surtur koponyáját az Örök Lángba, új életre keltve a tűzdémont. Surtur megkezdi a Ragnarököt, amit Hela se tud megállítani. A többiek Hulk segítségével a hajóra jutnak, és onnan nézik végig, ahogy Asgard megsemmisül.
Thor egy pillanatra elszörnyed azon, amit tett, ám Heimdall eszébe juttatja azt, amit apja mondott neki: Asgard nem egy hely, hanem a nép, akinek immár Thor az új királya. Thor kis tanácstalanság után úgy dönt, hogy a Föld felé veszik útjukat, ahol majd megalapítják az új Asgardot.
A stáblista felénél lévő jelenetben Loki megkérdőjelezi, hogy jó ötlet-e őt is a Földre vinni. Thor csak annyit mond, hogy "Minden rendben lesz", ám pont ekkor botlanak bele a II. Szentélybe, Thanos hadihajójába. A stáblista végénél lévő jelenetben a felkelők által elfogott Nagymester próbálja kimenteni magát a helyzetből.

## Szereplők
| Színész              | Szerep                           | Magyar hang           | Leírás |
| -------------------- | -------------------------------- | --------------------- | --- |
| Chris Hemsworth      | Thor                             | Nagy Ervin            | Bosszúálló és Asgard koronahercege, az azonos nevű skandináv mitológiai isten alapján. "Magányos fegyverforgatóvá" vált, aki a Végtelen Köveket keresi.                                                                                     |
| Tom Hiddleston       | Loki                             | Csőre Gábor           | Thor örökbefogadott testvére és nemezise, aki az azonos nevű istenen alapul, és a sötét elfek ellen szövetkezik Thorral. |
| Cate Blanchett       | Hela                             | Bertalan Ágnes        | Thor nővére, a halál istennője, Hél isten alapján, aki Odin halála után véletlenül kiszabadul a börtönből. |
| Idris Elba           | Heimdall                         | Barabás Kiss Zoltán   | A Bifröszt híd mindent látó, mindent halló asgardi őre, az azonos nevű mitológiai isten alapján, aki Loki uralkodása alatt száműzetésbe vonult.                                                                                             |
| Jeff Goldblum        | Nagymester                       | Seress Zoltán         | Az Univerzum egyik Vénje, aki a Sakaar bolygón uralkodik és szereti manipulálni a kisebb életformákat. |
| Tessa Thompson       | Valkűr                           | Gubik Petra           | Kemény, keményen ivó asgardi rabszolgakereskedő, a mitológiai lényen, Brünhilden alapul, aki egykor legendás valkűr harcos volt, és most a Nagymesternek dolgozik.                                                                          |
| Karl Urban           | Skurge                           | Szabó Győző           | Asgardi harcos, aki Heimdall távollétében a Bifröszt-hidat őrzi, és úgy dönt, hogy Helához csatlakozik a túlélés érdekében. |
| Mark Ruffalo         | Bruce Banner / Hulk              | Rajkai Zoltán         | Bosszúálló és egy zseniális tudós, aki szörnyeteggé változik, amikor feldühödik vagy felizgatja magát, miután gamma-sugárzásnak van kitéve. Sikeres és népszerű gladiátor lett Sakaaron, és ezalatt az évek alatt elnyomta a Banner-oldalát |
| Anthony Hopkins      | Odin                             | Fodor Tamás           | Asgard királya, Thor és Hela apja és Loki nevelőapja, az azonos nevű isten alapján. |
| Aszano Tadanobu      | Hogun                            | Kolovratnik Krisztián | A három harcos egyik tagja, Vanheim szülötte, elsősorban komor viselkedéséről ismerik fel. |
| Ray Stevenson        | Volstagg                         | Schneider Zoltán      | A három harcos egyik tagja, akit fékezhetetlen kardforgatóként és romantikusként jellemeznek. |
| Zachary Levi         | Fandral                          | Nem szólal meg        | A három harcos egyik tagja, akit fékezhetetlen kardforgatóként és romantikusként jellemeznek. |
| Benedict Cumberbatch | Stephen Strange / Doktor Strange | Simon Kornél          | Idegsebész, aki egy autóbaleset után, amely egy gyógyító utazáshoz vezetett, felfedezi a mágia és az alternatív dimenziók rejtett világát.                                                                                                  |
| Rachel House         | Topaz                            | Nyakó Júlia           | A Nagymester fő végrehajtója. |
| Taika Waititi        | Korg                             | Karácsonyi Zoltán     | Kronan gladiátor, aki összebarátkozik Thorral. |
| Clancy Brown         | Surtur (hang)                    | Kőszegi Ákos          | Tűzdémon, a mitológiai lény Surtr alapján. |
| Stan Lee             | önmaga                           | Kajtár Róbert         | Férfi Sakaaron, aki levágja Thor haját. |
| Luke Hemsworth       | Színész Thor                     | Schmied Zoltán        | Asgardi színészek |
| Matt Damon           | Színész Loki                     | Stohl András          | Asgardi színészek |
| Sam Neill            | Színész Odin                     | Varga T. József       | Asgardi színészek |
| Charlotte Nicdao     | Színész Sif                      | Lamboni Anna          | Asgardi színészek |
| Scarlett Johansson   | Natasha Romanoff / Fekete Özvegy | Csondor Kata          | Bosszúálló, aki korábban a S.H.I.E.L.D.-nek dolgozott, mint magasan képzett kém. |

## Érdekességek és utalások
- Valkűrt a filmben sokszor 142-esként emlegetik. Ez az elnevezés utal arra, hogy a karakter először a Hulk 142. számában tűnt fel, 1971-ben.
- A gladiátorharc előtt Korg felajánl Thornak fegyverként egy nagy favillát. Thor elutasítja ezt, mire Korg megjegyzi, hogy ez az eszköz igazából akkor lenne hasznos, ha három vámpír ellen harcolna, ezzel utalva a filmet rendező Taika Waititi egyik korábbi filmjére, a Hétköznapi vámpírokra.